# المقر القديم للمحكمة الإدارية (تونس)
المقر القديم للمحكمة الإدارية هو مبنى تونسي يقع في 10 نهج روما في تونس العاصمة. تم تصنيفه كمعلم تاريخي في 15 يناير 2001.

## التاريخ
تم تشييد المبنى في 1907 لاستقبال المنشأة الدائمة لبنك الجزائر. بعد ذلك، أصبح مقر جبهة التحرير الوطني الجزائرية، ثم التجمع الدستوري الديمقراطي، ثم أخيرا المحكمة الإدارية بين 1972 و1993. 

تم ترميم المعلم في 2002 من قبل جمعية صيانة مدينة تونس.